# Список рыб, занесённых в Красную книгу Азербайджана
Список рыб, занесённых в Красную книгу Азербайджана
| Название                  | Научное название    | Статус                                                        | Распространение                           | Места обитания                                                                                        | Источники информации                       |
| ------------------------- | ------------------- | ------------------------------------------------------------- | ----------------------------------------- | --- | ------------------------------------------ |
| Чехонь                    | Pelecus cultratus   | Редкий вид                                                    | Кура, Кызылагачский залив, р. Ленкоранчай | Чехонь предпочитает опресненные участки дельтовой части р. Куры, обитает также в Кызылагачском заливе | Красная книга Азербайджанской ССР, 1989 г. |
| Южнокаспийская белоглазка | Abramis sapa        | Редкий, сокращающийся в численности вид                       | Каспийское море, р. Кура                  | Предпочитает береговые мелководья                                                                     | Красная книга Азербайджанской ССР, 1989 г. |
| Морской судак             | Stizostedion marina | Крайне редко встречающаяся и сокращающаяся в численности рыба | Каспийское море                           | Предпочитает каменистые участки прибрежной зоны Южного Каспия                                         | Красная книга Азербайджанской ССР, 1989 г. |